# Pablo Inza
Pablo Inza, argentinski plesalec,  * Buenos Aires.
Pablo je plesalec in koreograf argentinskega tanga. Izhaja iz sodobnega plesa. Od leta  1992 kot plesalec, koreograf in učitelj argentinskega tanga nastopa in poučuje na internacionalnih festivalih tanga po vsem svetu.